# الشامل في أصول الدين (كتاب)
الشامل في أصول الدين كتاب في علم الكلام لإمام الحرمين الجويني (ت 478 هـ)، يعتبر شرحا لكتاب لمع الأدلة في قواعد عقائد أهل السنة والجماعة، كما أشارت لذلك الدكتورة فوقية حسين في تقديمها لكتاب الكافية في الجدل.

## محتوى الكتاب
يحتوي الكتاب على عدة موضوعات، وقد سمى الجويني كل موضوع كتابا، وهي كالتالي:
- كتاب النظر وتكلم فيه عن الجوهر والتحيز ونفي التشبيه ورأي المعتزلة في النفس.
- كتاب التوحيد وتكلم فيه عن الجسم ومعناه، وعن الدليل على استحالة كون القديم جسما وعن استحالة اجتماع جوهرين في حيز واحد.[3] يقول الجويني في كتاب التوحيد: «وللنصارى مسلك في تسمية القديم جوهراً تعالى الله عن قولهم، وسنعقد عليهم باباً بعد الفراغ من الكلام على المنتمين إلى الإسلام. فأما من قال: لله تعالى خصائص الجواهر وأحكامها، فالقول يتشعب على هؤلاء ويفضي إلى مسائل منها: التحيز، والاختصاص ببعض الجهات، ومنها قبول الحوادث والأعراض. ونحن الآن نوضح مقصدنا في نفي الجهات، ثم ننعطف على تبيين انتفاء خصائص الجواهر عن القديم من سائر الوجوه. واعلموا أن مذهب أهل الحق: أن الرب سبحانه وتعالى يتقدس عن شغل حيز، ويتنزه عن الاختصاص بجهة. وذهبت المشبهة إلى أنه - تعالى عن قولهم - مختص بجهة فوق. ثم افترقت آراؤهم بعد الاتفاق منهم على إثبات الجهة. فصار غلاة المشبهة إلى أن الرب تعالى مماس للصفحة العليا من العرش، وهو مماسه. وجوزوا عليه التحول والانتقال، وتبدل الجهات، والحركات والسكنات. وقد حكينا جملا من فضائح مذهبهم فيما تقدم. وصار أوائل الكرامية إلى ذلك، ثم تبرأ منهم المتأخرون منهم، ومنعوا مماسة الرب شيئا من الأجسام. وافترقوا في تفصيل قولهم. فذهب هيصم وأتباعه إلى أن الرب تعالى مختص بجهة فوق.... وصار طائفة من الكرامية يعرفون بالثونية إلى أن القديم في جهة فوق، ولو قدر فوق الطبقة العليا من العالم من تراكم الجواهر ما يزيد على أضعاف الدنيا لما بلغت ذات القديم سبحانه. ومما يتعين الانفصام به في هذه المسألة إفراد طائفة عن أحزاب أهل الحق مع انتمائهم إليهم، وذلك أن بعض من يعزى إلى علم التوحيد، ويتعلى بزعمه عن رذيلة التقليد، صار إلى أن القديم مستو على عرشه، ويأبى من تأويل الاستواء وحمله على بعض المحامل المشهورة في الاستواء. وسبيل الكلام مع هؤلاء أن نقول: هل تعتقدون اختصاص القديم بجهة من الجهات، أم تأبون ذلك؟...»[4]
- كتاب العلل
- كتاب الصفات
- كتاب الإرادة
- كتاب القدرة
- كتاب النبوات
- كتاب إبطال القول بالتولد
- كتاب الرد على الطبائعيين
- كتاب العلل والتجويز

وموضوعات كتاب «الشامل» تتفق مع موضوعات ومسائل كتاب «الإرشاد» لكن مع التوسع في الأدلة والمناقشة.

## شروحه
اختصره ابن أمير الحاج (ت 736 هـ) في كتاب «الكامل في أصول الدين»، ويوجد اختصار لهذا المختصر موجود في مكتبة الأزهر بعنوان «مختصر الكامل في مسائل الشامل».

## ثناء العلماء على الكتاب
- قال عنه ابن أمير الحاج في كتابه «الكامل في اختصار الشامل»: «وقفت على الكتاب المسمى  بـ"الشامل في أصول الدين" من مصنفات العالم، جامع أشتات الفضائل، والمبرز على الأواخر والأوائل، أبي عبد الله محمد بن عبد الملك الجويني المشهور بإمام الحرمين ـ عفا الله عنه ـ فوجدته كبير الفوائد، مفردا في فنه، قد جمع فيه معظم القواعد، وحرر فيه المباحث، ودقق النظر، وذكر الحق المحض، ولم يحاب أحدا، ونبه على مواضع مشكله، وأوضح معانيها وحقق مبانيها. غير أنه طول العبارة، وأوضح الأدلة، واستقصى الأمثلة، وكرر الألفاظ لقصد الإيضاح والبيان فجاء كتابا ضخما وحجما فخما.»[7]
- ويقول عنه الدكتور علي سامي النشار: «يعد دائرة معارف، طرق فيها الجويني شتى فروع العلم والمعرفة.»[8]
- ومن شدة اهتمام العلماء بالكتاب، يقال أن الإمام فخر الدين الرازي حفظ كتاب الشامل، ذكر ذلك تاج الدين السبكي في طبقات الشافعية الكبرى.[9]